# Jean-Marie Patte
Jean-Marie Patte est un dramaturge français, metteur en scène de théâtre et acteur, né le 9 juin 1941.

## Théâtre

### Metteur en scène
- 1961 : La Peur chez l'amour d'Alfred Jarry, Théâtre de la Cité universitaire
- 1964 : La Dispute de Marivaux, Théâtre de la Vieille-Grille[1]
- 1967 : Les Bonnes (Le Serve), Teatro Gobetti, Turin
- 1971 : Les Bonnes de Jean Genet
- 1973 : Abel et Bela de Robert Pinget
- 1978 : Faust de Christopher Marlowe, Festival d'Automne de Paris
- 1981 : Le Concert de Jean-Marie Patte, Théâtre de l'Athénée-Louis-Jouvet
- 1981 : Il salto mortale de Louis-Charles Sirjacq, Festival d'Automne de Paris
- 1983 : Le Gardien du tombeau de Franz Kafka
- 1984 : Une pièce d'amour de Jean-Marie Patte, Festival d'Automne de Paris
- 1988 : Votre grand-mère qui vous aime d'après la Comtesse de Ségur
- 1989 : ...Tant qu'il fait jour, Robert Schuman de Jean-Marie Patte et Andréa Cohen, Festival d'Avignon
- 1990 : Ne plus être une capitale de Piera Condulmer
- 1990 : Par singularité et par distraction mais non point du tout par inconduite d'après Étienne-Jean Delécluze, Festival d'Avignon
- 1990 : Je cherchais à la revoir hier de Jules Claretie
- 1994 : Répétition d'un drame, de Jean-Marie Patte
- 1996 : Titre provisoire de Jean-Marie Patte, MC93 Bobigny
- 1998 : Demi-jour de Jean-Marie Patte, Théâtre de la Bastille
- 2000 : Mes Fils de Jean-Marie Patte, Théâtre national de la Colline
- 2001 : Je vous aime monsieur Simon : je vous enlève de Jean-Marie Patte, Théâtre national de la Colline
- 2001 : Manque (Crave) de Sarah Kane
- 2003 : La Comédie de Macbeth, mise en scène Jean-Marie Patte, Théâtre national de la Colline
- 2004 : Les Semelles enfoncées dans l’indécollable existence d'après Stéphane Mallarmé
- 2005 : Écrire, Roma de Marguerite Duras

### Dramaturge
- 1981 : Le Concert
- 1984 : Une pièce d'amour
- 1989 : ...Tant qu'il fait jour, Robert Schuman, avec Andréa Cohen
- 1994 : Répétition d'un drame
- 1996 : Titre provisoire
- 1998 : Demi-jour
- 2000 : Mes Fils
- 2001 : Je vous aime monsieur Simon : je vous enlève

## Publication
- Crépuscule, Imprimerie alençonnaise, 1983 (BNF 34777814)

## Filmographie
- 1966 : La Prise de pouvoir par Louis XIV de Roberto Rossellini : Louis XIV
- 1972 : Freya des sept îles de Jean-Pierre Gallo